# George Hale
George Ellery Hale (Chicago, 29 juni 1868 – Pasadena (Californië), 21 februari 1938) was een Amerikaans astronoom.
Hij was gespecialiseerd in de studie van de zon. Hij heeft de spectroheliograaf en de spectrohelioscoop uitgevonden. Zo werd het mogelijk om onderzoek te doen naar de zonne-atmosfeer.
Hale was ook oprichter van diverse baanbrekende sterrenwachten: Kenwood, Yerkes (waar hij de grootste refractortelescoop liet bouwen), Mount Wilson (de sterrenwacht waar Edwin Powell Hubble veel onderzoek gedaan heeft, en waar hij ook wet van Hubble ontdekt heeft) en het zonne-observatorium van Pasadena, dat later naar hem vernoemd is. Zijn bekendste telescoop is de 5 meter Hale-telescoop op Mount Palomar die hij ontwierp. Hale overleed echter voor deze telescoop gereed was (in 1948).
Hale heeft het bestaan van een algemeen tweepolig magnetisch veld aangetoond. Ook stelde hij een theorie op over het bewegen van de zonnevlekken (dit deed hij in 1908). In 1932 kreeg hij de Copley Medal. George Hale overleed op 69-jarige leeftijd.